# Kommission (politik)
 Denne artikel omhandler overvejende eller alene danske forhold. Hjælp gerne med at gøre artiklen mere almen.
|  | Opdelingsforslag Denne artikel er foreslået opdelt i artiklerne Kommission (politik) og Folketingets udvalg. (Diskutér forslaget). Hvis opdelingen sker, skal det fremgå af beskrivelsesfeltet, at opdelingen er sket (hvorfra og hvortil) eller af artiklens diskussionsside. |

 For alternative betydninger, se Kommission. (Se også artikler, som begynder med Kommission)
En kommission består af en gruppe personer der er udnævnt på et højt niveau, og som har til opgave at undersøge og afgive betænkning om et bestemt problem. Der findes ikke en entydig definition på begrebet politisk kommission, men flere forskere har forsøgt at opdele kommissioner efter typer. Der findes angiveligt 5 forskellige typer:
- 1. Særdomstole

- 2. Undersøgelseskommissioner

- 3. Mæglingsinstanser

- 4. Lovforberedende udvalg

- 5. Almindelige forvaltningsorganer med særlige opgaver [1]

## Eksempler på Folketingets kommissioner
| Kommission:                                              | Oprettet:         | Afsluttet:         |
| -------------------------------------------------------- | ----------------- | ------------------ |
| Arbejdsmarkedskommissionen                               | 13. december 2007 | 19. august 2009.   |
| Farum-kommissionen                                       | 5. december 2002  | 12. april 2012     |
| Forebyggelseskommissionen                                | ?                 | marts 2009         |
| Forsvarskommissionen                                     | ?                 | marts 2009         |
| Hjemmehjælpskommissionen                                 | 2012              | ?                  |
| Irak- og Afghanistankommissionen                         | 2012              | Aflyst i 2015      |
| Klimakommissionen                                        | marts 2008        | 28. september 2010 |
| Kommissionen for Videnskabelige Undersøgelser i Grønland | 1878              | "ej afsluttet."    |
| Kommissionen om øget grønlandsk selvstyre                | ?                 | ?                  |
| Natur- og Landbrugskommissionen                          | 2012              | ?                  |
| PET-kommissionen                                         | 2. juni 1999      | 24. juni 2009      |
| Produktivitetskommissionen                               | 2012              | ?                  |
| Skattekommissionen                                       | 25. januar 2008   | 1. februar.2009    |
| Skattesagskommissionen                                   | 2012              | ?                  |
| Trængselskommissionen                                    | 2012              | ?                  |
| Ungdomskommissionen                                      | december 2007     | september 2009     |
| Velfærdskommissionen                                     | ?                 | 27. juni 2008      |

## Eksempler på internationale kommissioner
| Kommission:         | Oprettet: | Afsluttet:      |
| ------------------- | --------- | --------------- |
| Europa-kommissionen |           | "ej afsluttet." |

## Folketingets nævn, delegationer, kontaktudvalg, mv.
- Danmarks Nationalbanks repræsentantskab
- Danmarks Radios bestyrelse
- Dansk Interparlamentarisk Gruppes bestyrelse (IPU)
- Den Parlamentariske Forsamling for EU-Middelhavsområdet (EMPA)
- Det Udenrigspolitiske Nævn (UPN)
- Europarådet
- Folketingets Økontaktudvalg
- Kontaktudvalget for Det Tyske Mindretal
- Kulturfonden Danmark-Grønland
- Kunstrådets repræsentantskab.
- Landsskatteretten
- Lønningsrådet
- NATO Parlamentariske Forsamling (NPA)
- Naturklagenævnet
- Nordisk Råd (NOR)
- OSCE's Parlamentariske Forsamling (OSCE)
- Rigsretten
- Skatterådet
- Statens Kunstfonds repræsentantskab
- Statsrevisorerne
- Sygekassernes Helsefonds bestyrelse
- Tilsynsrådet vedrørende beskæftigelsen af de indsatte i kriminalanstalterne
- Udvalget vedrørende Det Etiske Råd (UER)
- Udvalget vedrørende Efterretningstjenesterne (UET)
- Udvalget vedrørende Internationalt Ligestillingssamarbejde
- Vestunionens Parlamentariske Forsamling (WEU)